# William Fawcett
Pour l'acteur, voir William Fawcett (acteur).
William Fawcett (né en 1851 et mort en 1926) est un botaniste britannique.
Fawcett a principalement travaillé sur la Jamaïque (coauteur de Flora of Jamaica Containing Descriptions of the Flowering Plants Known from the Island, London, 1910-1936).
On lui doit aussi une monographie sur la banane (The Banana: Its Cultivation, Distribution and Commercial uses, London, 1913).